# Coppa Placci 2006
La Coppa Placci 2006, cinquantaseiesima edizione della corsa e valida come evento dell'UCI Europe Tour 2006, si è svolse il 2 settembre 2006, per un percorso totale di 200 km. La vittoria fu appannaggio dell'italiano Rinaldo Nocentini, che completò il percorso in 4h52'00", precedendo i connazionali Emanuele Sella e Raffaele Ferrara. 
I corridori che presero il via da Dogana furono 134, mentre coloro che tagliarono il traguardo di Imola furono 23. 

## Ordine d'arrivo (Top 10)
| Pos. | Corridore          | Squadra        | Tempo    |
| ---- | ------------------ | -------------- | -------- |
| 1    | Rinaldo Nocentini  | Acqua & Sapone | 4h52'00" |
| 2    | Emanuele Sella     | Cer. Panaria   | a 2"     |
| 3    | Raffaele Ferrara   | 3C-Androni     | a 18"    |
| 4    | Giovanni Visconti  | Team Milram    | a 1'25"  |
| 5    | Gabriele Missaglia | Selle Italia   | s.t.     |
| 6    | Andrea Masciarelli | Acqua & Sapone | s.t.     |
| 7    | Paolo Bailetti     | 3C-Androni     | s.t.     |
| 8    | Riccardo Riccò     | Saunier Duval  | a 2'00"  |
| 9    | Manuele Mori       | Saunier Duval  | s.t.     |
| 10   | Giairo Ermeti      | Team LPR       | s.t.     |